# 현대아그로
현대아그로는 현대중공업의 자원개발회사인 현대자원개발이 러시아 연해주 하롤스키에 설립한 농업 기업이다.

## 연해주 농장
러시아는 한국 기업의 연해주 농업 진출을 환영한다. 연해주는 면적이 한국보다 두 배나 크지만 인구는 1/20이어서 8000km2(충청북도의 약 1.1배)의 토지가 방치돼 있다. 2010년 현재 밭은 헥타아르당 50루블(2000원), 논은 헥타아르당 150루블에 임대하고 있다.
2008년 현재 현대중공업, 남양알로에, 하림, 대순진리회, 동북아문화교류협회 등이 연해주에 진출해 남한 농지의 1/6, 서울시 전체 면적의 5배에 달하는 30억 m²(약 9억 평)에서 농사를 짓고 있다. 북한에 28차례나 제공됐다.

## 현대하롤농장
2010년 1만 헥타아르의 현대하롤농장에서 콩, 옥수수 7800톤을 생산했다.

## 현대미하일로프카농장
2011년 러시아 연해주 미하일로프카의 아시노프카 농장을 인수했다. 여의도 23배 크기인 6700헥타아르(2000만평)이다. 3년간 153억원을 투자한다. 2012년부터 인근의 현대하롤농장과 함께 16,000톤의 곡물을 생산한다.

## 북한
2011년 북한 외무부 사절단은 러시아 아무르주를 방문해 20만 헥타아르(6억평)의 농장을 헥타아르당 50루블(1800원)에 임대하는 계약을 협상했다. 북한의 전체 경지면적은 200만 헥타아르이며, 실제 경지면적은 150만 헥타아르이다.